# Samu Torsti
Samu Torsti (ur. 5 września 1991 w Vaasa) – fiński narciarz alpejski, dwukrotny olimpijczyk.

## Kariera
Po raz pierwszy na arenie międzynarodowej pojawił się 16 listopada 2006 roku podczas zawodów FIS Race w fińskim Pyhätunturi. Zajął wtedy w gigancie 25. miejsce na 76 sklasyfikowanych zawodników. Debiut w Pucharze Świata zanotował 20 grudnia 2009 roku, kiedy to w Alta Badii nie ukończył pierwszego przejazdu w gigancie. Pierwsze pucharowe punkty zdobył niemal 5 lat później w amerykańskim Beaver Creek, gdzie w gigancie zajął 13. miejsce. Najlepszy rezultat w karierze w zawodach Pucharu Świata zaliczył w sezonie 2016/2017, kiedy to w szwajcarskim Adelboden zajął 10. miejsce w gigancie.
Dwukrotnie, w latach 2014 i 2018 startował na zimowych igrzyskach olimpijskich. Na igrzyskach w Soczi w 2014 roku wystartował w gigancie, gdzie zajął 21. miejsce. 4 lata później w Pjongczang ponownie wystartował w gigancie, poprawiając swój wynik plasując się na 17. pozycji.
Czterokrotny uczestnik mistrzostw świata. Najlepszy wynik uzyskał na mistrzostwach w Vail i Beeaver Creek w 2015 roku, kiedy to w gigancie zajął 21. miejsce. Kilkukrotnie startował na mistrzostwach świata juniorów, lecz jego największymi sukcesami na nich jest trzykrotne wejście do czołowej trzydziestki.

## Osiągnięcia

### Igrzyska olimpijskie
| Miejsce | Dzień     | Rok  | Miejscowość | Konkurencja | Czas biegu | Strata | Zwycięzca       |
| ------- | --------- | ---- | ----------- | ----------- | ---------- | ------ | --------------- |
| 21.     | 19 lutego | 2014 | Soczi       | Gigant      | 2:45,29    | +2,68  | Ted Ligety      |
| 17.     | 18 lutego | 2018 | Pjongczang  | Gigant      | 2:18,04    | +3,33  | Marcel Hirscher |
| DNF1    | 13 lutego | 2022 | Pekin       | Gigant      | 2:09,35    | -      | Marco Odermatt  |

### Mistrzostwa świata
| Miejsce | Dzień     | Rok  | Miejscowość            | Konkurencja       | Czas biegu | Strata | Zwycięzca            |
| ------- | --------- | ---- | ---------------------- | ----------------- | ---------- | ------ | -------------------- |
| 32.     | 18 lutego | 2011 | Garmisch-Partenkirchen | Gigant            | 2:10,56    | +3,21  | Ted Ligety           |
| 32.     | 15 lutego | 2013 | Schladming             | Gigant            | 2:28,92    | +9,39  | Ted Ligety           |
| 21.     | 13 lutego | 2015 | Vail/Beaver Creek      | Gigant            | 2:34,16    | +3,73  | Ted Ligety           |
| DNF2    | 17 lutego | 2017 | Sankt Moritz           | Gigant            | 2:13,31    | -      | Marcel Hirscher      |
| 25.     | 15 lutego | 2019 | Åre                    | Gigant            | 2:20,24    | +4,09  | Henrik Kristoffersen |
| 12.     | 16 lutego | 2021 | Cortina d’Ampezzo      | Gigant równoległy | -          | -      | Mathieu Faivre       |
| 9.      | 17 lutego | 2021 | Cortina d’Ampezzo      | Zawody drużynowe  | -          | -      | Norwegia             |
| 15.     | 19 lutego | 2021 | Cortina d’Ampezzo      | Gigant            | 2:05,86    | +4,08  | Mathieu Faivre       |

### Mistrzostwa świata juniorów
| Miejsce | Dzień       | Rok  | Miejscowość            | Konkurencja | Czas biegu | Strata | Zwycięzca               |
| ------- | ----------- | ---- | ---------------------- | ----------- | ---------- | ------ | ----------------------- |
| 50.     | 26 lutego   | 2008 | Formigal               | Zjazd       | 1:45,31    | +6,03  | Hagen Patscheider       |
| DNS1    | 27 lutego   | 2008 | Formigal               | Slalom      | 1:29,68    | -      | Marcel Hirscher         |
| DNF1    | 28 lutego   | 2008 | Formigal               | Supergigant | 1:21,02    | -      | Andreas Sander          |
| 30.     | 29 lutego   | 2008 | Formigal               | Gigant      | 1:57,00    | +5,05  | Marcel Hirscher         |
| 53.     | 4 marca     | 2009 | Garmisch-Partenkirchen | Zjazd       | 1:39,06    | +4,74  | Andy Plank              |
| DNF1    | 4 marca     | 2009 | Garmisch-Partenkirchen | Supergigant | 1:16,64    | -      | Manuel Kramer           |
| DNF2    | 5 marca     | 2009 | Garmisch-Partenkirchen | Gigant      | 2:18,49    | -      | Alexis Pinturault       |
| DNF1    | 6 marca     | 2009 | Garmisch-Partenkirchen | Slalom      | 1:20,78    | -      | Jesper Riis-Johannessen |
| DNF2    | 31 stycznia | 2010 | Mont Blanc             | Gigant      | 2:17,55    | -      | Mathieu Faivre          |
| 27.     | 1 lutego    | 2010 | Mont Blanc             | Supergigant | 1:29,71    | +2,43  | Maxence Muzaton         |
| DNF1    | 2 lutego    | 2010 | Mont Blanc             | Slalom      | 1:30,97    | -      | Reto Schmidiger         |
| DNF1    | 4 lutego    | 2010 | Mont Blanc             | Zjazd       | 1:19,32    | -      | Mattia Casse            |
| DNF2    | 30 stycznia | 2011 | Crans-Montana          | Gigant      | 2:19,62    | -      | Alexis Pinturault       |
| DNF1    | 31 stycznia | 2011 | Crans-Montana          | Slalom      | 1:28,54    | -      | Reto Schmidiger         |
| 38.     | 3 lutego    | 2011 | Crans-Montana          | Zjazd       | 1:37,34    | +3,17  | Boštjan Kline           |
| 29.     | 4 lutego    | 2011 | Crans-Montana          | Supergigant | 1:22,43    | +2,65  | Boštjan Kline           |

### Puchar Świata

#### Miejsca w klasyfikacji generalnej
- sezon 2014/2015: 96.
- sezon 2015/2016: 149.
- sezon 2016/2017: 112.
- sezon 2017/2018: 112.
- sezon 2018/2019: 152.
- sezon 2019/2020: 163.
- sezon 2020/2021: 141.
- sezon 2021/2022: 155.

#### Miejsca na podium
Torsti nie stanął na podium zawodów PŚ.